# Los Angeles Times
Los Angeles Times (también conocido como LA Times) es un periódico de circulación diaria publicado en Los Ángeles, California, Estados Unidos y distribuido en los estados de occidente de este país, propiedad de Tribune Company. Con una circulación de 843 432 lectores por día a septiembre de 2005, es el segundo periódico metropolitano más grande en los Estados Unidos después de The New York Times.
A lo largo de su historia ha ganado 37 premios Pulitzer, y según el Almanaque Mundial de 2007, es el tercer periódico más leído de los que se publican en Estados Unidos. Es propiedad de Patrick Soon-Shiong y publicado por Times Mirror Company. La cobertura del periódico se ha alejado más recientemente de los titulares estadounidenses e internacionales y se ha centrado en enfatizar las historias de California y especialmente del sur de California.

## Historia

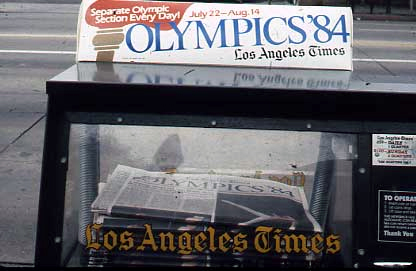
Máquina expendedora de Los Angeles Times durante los Juegos Olímpicos de Los Ángeles 1984.

La primera edición del Times se produjo el 4 de diciembre de 1881, aunque pronto entró en bancarrota. En 1884 su fundador creó la Times-Mirror Company, compañía que editaría el periódico a partir de ese momento.
El 1 de octubre de 1910, y tras frecuentes enfrentamientos con los sindicalistas, una bomba estalló en la sede del periódico, causando 21 fallecidos. Los conocidos sindicalistas, los hermanos McNamara, fueron parte de los acusados del atentado. Al poco tiempo, el periódico ya tenía una nueva sede ubicado en las calles Primera y Spring en el centro de Los Ángeles desde 1935. La planta imprimidora está ubicada en las calles Octava y Alameda. 
La familia Chandler fueron los dueños del diario hasta el año 2000, luego la empresa periodística Tribune Publishing, compañía matriz del diario Chicago Tribune compró el diario. El 7 de febrero de 2018, Los Angeles Times, junto con el diario metropolitano San Diego Union-Tribune fueron vendidos por tronc al multimillonario Dr. Patrick Soon-Shiong, nacido en África del Sur de ascendencia china, por $500 millones de dólares (USD) por la adquisición de ambos diarios y semanarios comunitarios. La transacción a los nuevos dueños entrará en efecto en el mes de mayo.
Después de 83 años en la misma ubicación en el centro de Los Ángeles, se traslada a la ciudad de El Segundo en un nuevo edificio cerca del Aeropuerto Internacional de Los Ángeles.

## Secciones

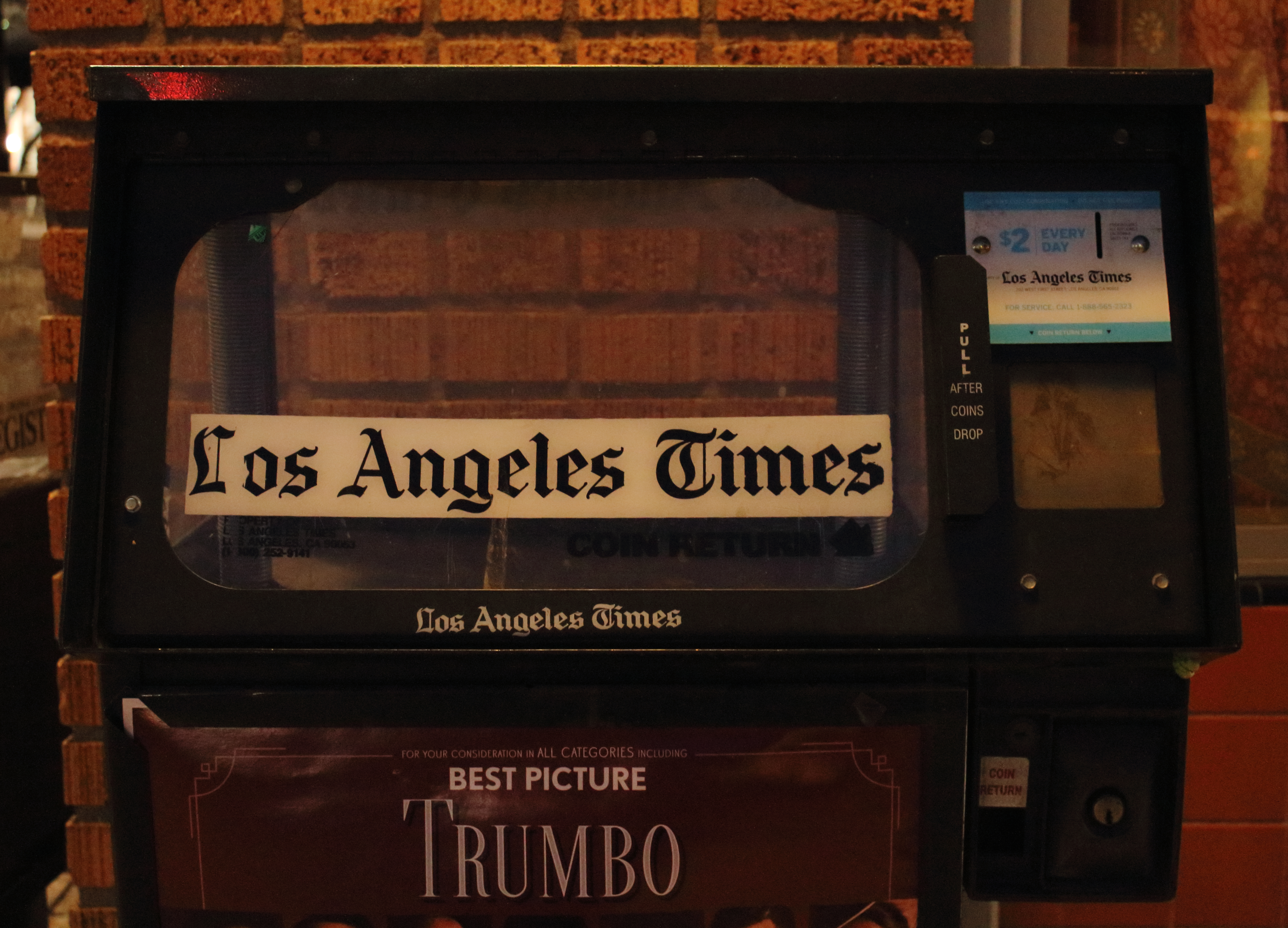
Máquina expendedora del periódico Los Angeles Times en Santa Ana, California.

Secciones publicadas actualmente en el diario:
- Main News
- California
- Monday Business (lunes dentro de la Sección A del diario)
- Business (de martes a domingo)
- Sports
- Calendar
- Marketplace (lunes a domingo dentro de la Sección B y viernes a domingo como Sección Fija)
- Health (sábados)
- Food (sábados)
- Home (sábados)
- Arts&Books (domingos)
- Travel (domingos)
- Image (domingos)
- Comics (Sección separada los domingos)

Secciones desaparecidas del diario:
- LATExtra (Ahora dentro de la sección California)
- Classified (Ahora Marketplace)
- Highway 1 (miércoles)
- Outdoors (martes)
- Calendar Weekend (jueves - Formato Tabloide)
- The Guide (jueves - Formato Tabloide)
- Book Review (domingos - Formato Tabloide)
- Opinion/Current (domingos)
- Real Estate (domingos)
- Arts&Music (domingos - Ahora como Arts&Books)
- Los Angeles Times Magazine/West Magazine (Revistas Dominicales)
- TV Times (Guía de Televisión - Ahora en el Site de LATimes.com/tvtimes en formato PDF)